# Burłaćke (obwód dniepropetrowski)
Burłaćke (ukr. Бурлацьке) – wieś na Ukrainie, w obwodzie dniepropetrowskim, w rejonie krzyworoskim. W 2001 liczyła 261 mieszkańców, wśród których 217 jako ojczysty język wskazało ukraiński, 34 rosyjski, 1 białoruski, a 9 ormiański.